# Opogona ursella
Opogona ursella är en fjärilsart som beskrevs av Walker 1875. Opogona ursella ingår i släktet Opogona och familjen äkta malar. Inga underarter finns listade i Catalogue of Life.